# Gerlach (entreprise)
Pour les articles homonymes, voir Gerlach.
 (octobre 2020).
Gerlach est une entreprise de coutellerie polonaise fondée à l'origine en 1760 par Filip Szaniawski. C'est actuellement une propriété privée.

## Histoire
L'histoire de l'entreprise commence en 1760 lorsque Filip Szaniawski installe une usine à Drzewica. Au cours des 10 premières années de son existence, toute l'entreprise a largement réussi, ce n'est que jusqu'au Troisième partage de la Pologne, donc la fin temporaire de l'indépendance polonaise, que l'entreprise verra sa chute.
En 1846, Samuel Gerlach prend possession de l'entreprise, y incorpore une nouvelle usine à Varsovie, change son nom de l'ancienne Szaniawskie en S. Gerlach et, en 1829, obtient la permission d'utiliser une couronne comme logo de l'entreprise. À la mort de Samuel en 1875, son petit-fils Samuel Kobylański en devient le propriétaire. Dans les années suivantes, l'entreprise est rachetée par les frères Kobylańscy en 1893 et est temporairement dissoute en 1943 en raison de l'invasion nazie de la Pologne de 1939, toutes les machines sont pillées par les nazis et emmenées en Allemagne. La société retrouve son existence à la fin de la guerre, en 1945 et en 1951, la plupart des machines pillées par les nazis sont récupérées, la société continue sa production en tant que petite entreprise publique.
En 1992, l'entreprise est rachetée par un propriétaire privé.